# Bibi. Diario di una sedicenne
Bibi. Diario di una sedicenne (Vild på sex) è un film del 1974, diretto dal regista Joseph W. Sarno.

## Trama
Mentre trascorre le vacanze nella casa di campagna di sua zia Toni, una pudica adolescente di 16 anni, Bibi, scopre il piacere saffico con altre donne.